# (91287) Simon-Garfunkel
Pour les articles homonymes, voir Garfunkel.
(91287) Simon-Garfunkel est un astéroïde de la ceinture principale, découvert le 21 mars 1999 par l'astronome brésilien Cristóvão Jacques depuis l'observatoire Wykrota à Serra da Piedade (pt).
Il est nommé en l'honneur du duo de chanteurs américains Simon and Garfunkel.